# سیریل دیابات
سیریل دیابات (انگلیسی: Cyrille Diabaté؛ زادهٔ ۱۹۷۳) ورزشکار هنرهای رزمی ترکیبی اهل فرانسه است.